# Marian Mazur (prawnik)

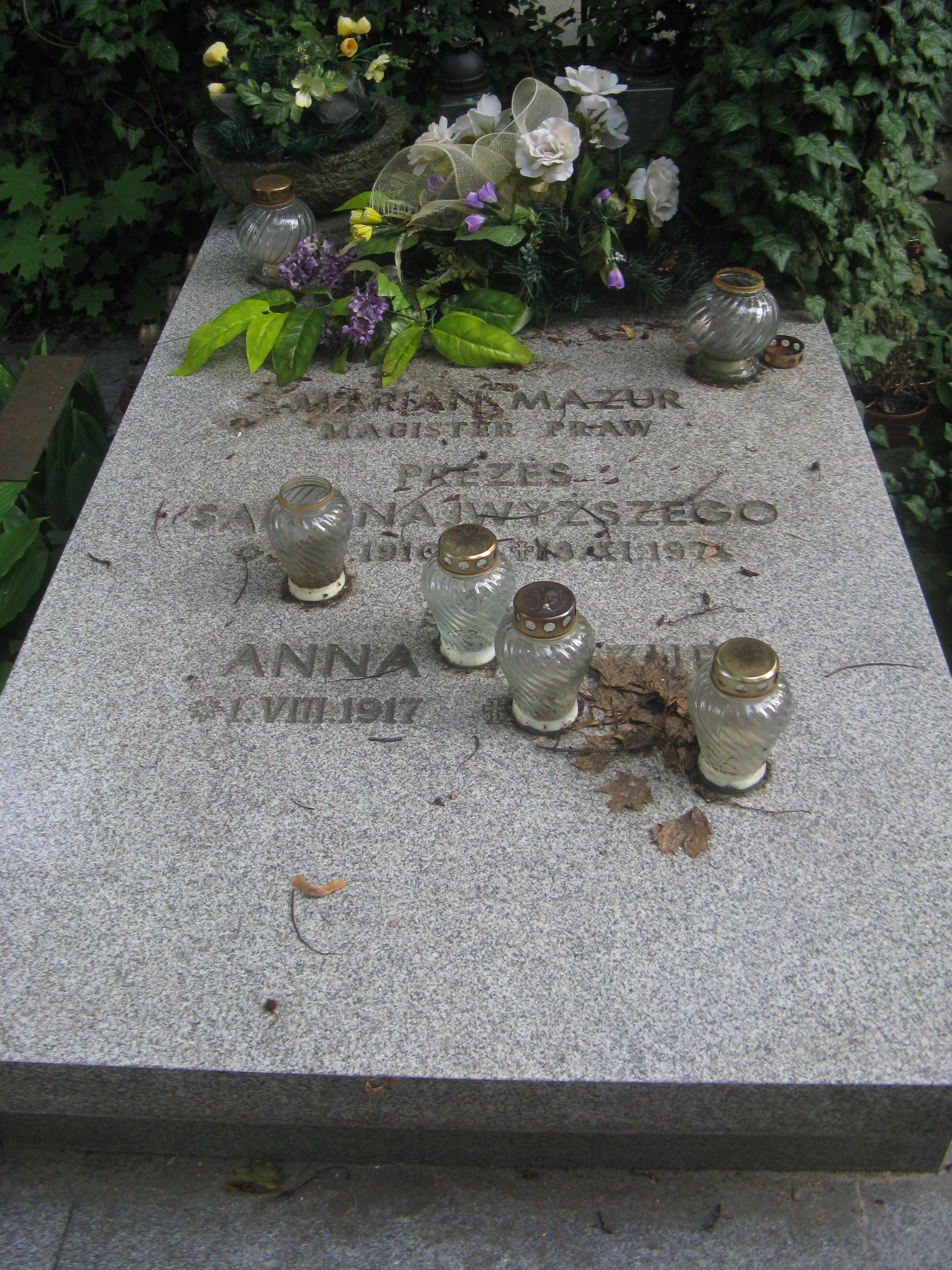
Grób Mariana Mazura na cmentarzu Wojskowym na Powązkach

Marian Mazur (ur. 31 października 1910 we wsi Sanka, zm. 18 listopada 1974 w Warszawie) – polski prawnik.

## Życiorys
Ukończył gimnazjum w Zamościu (1929), następnie prawo na Uniwersytecie Warszawskim (1935). Pracował w zamojskich kancelariach, w Biłgoraju (1935–1942), w 1938 został aplikantem, egzamin adwokacki złożył w 1945.
W czasie okupacji przebywał we Lwowie, Drohobyczu, Nowym Sączu.
W latach 1945–1947 był adwokatem w Zamościu. W 1947 został prezesem Sądu Okręgowego w Lublinie, następnie prezesem Sądu Apelacyjnego w Lublinie (1948–1950), w krótkim czasie awansując na równorzędne stanowisko w Warszawie (1950–1951). W latach 1951–1952 pełnił stanowisko prezesa Izby Karnej Sądu Najwyższego, w latach 1952–1956 wiceprezesa Głównej Komisji Arbitrażowej, zastępcy prokuratora generalnego (od czerwca 1956 do 28 lutego 1957 i od 8 sierpnia 1957 do 1961) i w międzyczasie p.o. prokuratora generalnego (od 28 lutego do 8 sierpnia 1957), w latach 1961–1974 prezesa Sądu Najwyższego ds. ogólnych.
Przewodniczący Komisji dla zbadania odpowiedzialności byłych pracowników Głównego Zarządu Informacji, Naczelnej Prokuratury Wojskowej i Najwyższego Sądu Wojskowego (tzw. komisja Mazura) od chwili utworzenia 10 grudnia 1956 do 18 marca 1957, kiedy to zastąpił go zastępca prokuratora generalnego Jan Wasilewski, a samemu Mazurowi powierzono pełnienie obowiązków prokuratora generalnego.
Przed wojną działał w KPP (od 1929) i PPS-Lewica (1931–1932 członek Komitetu Miejskiego w Zamościu), kilkakrotnie aresztowany, po wojnie od marca 1945 w PPR (członek KP w Zamościu, delegat na zjazd Partii) następnie w PZPR. Był też prezesem ZG Związku Prawników Polskich.
Pochowany na cmentarzu Wojskowym na Powązkach w Warszawie (kwatera A15-7-29).

## Ordery i odznaczenia
- Order Sztandaru Pracy II klasy (1969)
- Krzyż Komandorski Orderu Odrodzenia Polski  (1959)[3]
- Krzyż Kawalerski Orderu Odrodzenia Polski (22 lipca 1950)[4]
- Złoty Krzyż Zasługi (22 lipca 1947)[5]
- Tytuł honorowego członka Zrzeszenia Prawników Polskich (1972)[6]